# Victor Vasarely
Vásárhelyi Győző, conegut com a Victor Vasarely (Pécs, Hongria, 9 d'abril de 1906 - París, França, 15 de març de 1997) va ser un artista, considerat generalment com el pare de l'Art òptic (Op art). La seva obra titulada Zebres, creada als anys 1930, és considerada per alguns com un dels primers exemples d'Op art. Vasarely va morir a París el 1997.

## Vida i obra
Vasarely va néixer a Pécs i va créixer a Piešťany (aleshores Pöstyén) i a Budapest, on el 1925 va cursar estudis de medicina a la Universitat de Budapest. En 1927 va abandonar la medicina per aprendre pintura acadèmica tradicional a l'acadèmia privada Podolini Volkmann. Els anys 1928-1929, es va matricular a Műhely Sándor Bortnyik's (literalment, "taller", existent fins al 1938), després àmpliament reconegut com el centre d'estudis de la Bauhaus a Budapest. Escassa d'efectiu, la Műhely no podia oferir tot el que es donava a la Bauhaus. En el seu lloc, es va concentrar en les arts gràfiques aplicades i el disseny tipogràfic.
El 1929 va pintar Estudi blau i Estudi verd. El 1930 es va casar amb la seva companya d'estudis Claire Spinner (1908-1990). Van tenir dos fills, André i Jean-Pierre (Jean-Pierre Yvaral). A Budapest, va treballar en una empresa de rodaments de boles en la comptabilitat i el disseny de cartells publicitaris. Victor Vasarely es va convertir en un dissenyador gràfic i artista de cartells durant la dècada dels anys 1930, en què combinava patrons i imatges orgàniques.
Va deixar Hongria i es va establir a París el 1930. Hi va treballar com a artista gràfic i com a consultor creatiu a les agències de publicitat Havas, Draeger i Devambez (1930-1935). Durant aquesta època, les seves interaccions amb altres artistes van ser limitades. Va jugar amb la idea de l'obertura d'una institució copiada del Műhely Sándor Bortnyik i va desenvolupar materials d'ensenyament que hi estaven destinats. Després d'haver viscut sobretot en hotels barats, els anys 1942-1944, es va establir a Saint-Céré al departament d'Òlt.
Després de la Segona Guerra Mundial, va obrir un taller a Arcueil, un suburbi a uns 10 quilòmetres del centre de París (a Val-de-Marne departament de la regió d'Illa-de-França). El 1961, finalment, es va establir a Annet-sur-Marne (al departament de Sena i Marne).
De vegades feia peces artístiques i escultures, principalment entorn de la il·lusió òptica. Al llarg de les tres dècades següents, va desenvolupar el seu estil d'art abstracte geomètric i va treballar en diversos materials però utilitzant un nombre mínim de formes i colors:
- 1929-1944: Primers gràfics: va experimentar amb efectes de textura, perspectiva, ombra i llum. El seu primer període gràfic va donar lloc a obres com Zebra (1937), Tauler d'escacs (1935), i Noia-poder (1934).
- 1944-1947: Les Fausses Routes - Els camins equivocats: durant aquest període, va experimentar amb la pintura cubista, futurista, expressionista, simbolista i surrealista sense desenvolupar un estil únic. Després, va dir que anava pel camí equivocat. Va exposar a la galeria de Denise René (1946) i a la Galeria René Breteau (1947). En el text de la introducció del catàleg, Jacques Prévert, va situar Vasarely entre els surrealistes. Prévert crea el terme imaginoires (images, imatges + noirs, negres) per descriure les pintures. Autoretrat (1941) i El cec (1946) estan associades a aquest període.
- 1947-1951: desenvolupament de l'abstracció geomètrica (art òptic): finalment, Vasarely va trobar el seu propi estil. Els avenços se solapen i prenen el nom del patrimoni geogràfic. Denfert es refereix a les obres influïdes per les parets de rajoles blanques de l'estació de metro de la plaça Denfert-Rochereau, de París. Còdols i closques el·lipsoides trobades durant unes vacances el 1947 a la costa bretona a Belle Île li van inspirar les obres anomenades Belles-Illes. Des del 1948, Vasarely, generalment passava els mesos d'estiu a Gordes, a Provença-Alps-Costa Blava. Allà, les cases cúbiques el van portar a la composició del grup d'obres anomenades Gordes/Cristal. Va treballar en el problema dels espais buits i plens en una superfície plana, així com en la visió estereoscòpica.
- 1951-1955: imatges cinètiques, fotografies en blanc i negre: des de les seves obres de Gordes va desenvolupar les imatges cinemàtiques, va superposar panells de vidre acrílic que creaven dinamisme, impressions de moviment, en funció del punt de vista. En el període blanc i negre, va combinar els marcs en un sol panell mitjançant la transposició de fotografies en dos colors. Homenatgte a Malevitch, un mural de ceràmica de 100 m² adorna la Universitat de Caracas, Veneçuela. El va dissenyar el 1954 conjuntament amb l'arquitecte Carlos Raúl Villanueva, i és una obra important d'aquest període. L'art cinètic es va desenvolupar i les obres de Vasarely, Calder, Duchamp, Man Ray, Soto i Tinguely, es van exposar a la galeria Denise René, amb el títol Le Mouvement (El moviment). Vasarely va publicar el seu Manifest groc. Basant-se en la investigació dels constructivistes i dels pioners de la Bauhaus, va postular que la cinètica visual (cinétique plastique) es basava en la percepció de l'espectador que es considera l'únic creador, ja que juga amb les il·lusiones òptiques.
- 1955-1965: Folklore planétaire (Folklore plantari), permutacions i art serial: el 2 de març de 1959, Vasarely va patentar el seu mètode d'unitats plàstiques. Les permutacions de les formes geomètriques es retallen d'un quadrat de color i es reorganitzen. Va treballar amb una paleta estrictament definida de colors i de formes (tres vermells, tres verds, tres blaus, dos violetes, dos grocs, negre, blanc, gris, tres cercles, dos quadrats, dos rombes, dos rectangles llargs, un triangle, dos cercles disseccionats, sis el·lipses), que més tard va ampliar i numerar. Fora d'aquest alfabet plàstic, va començar l'art serial, una permutació infinita de formes i colors, elaborats pels seus assistents. (El procés creatiu es produeix mitjançant instruments normalitzats i agents impersonals, cosa que qüestiona la singularitat de l'obra d'art). El 1963, Vasarely va presentar al públic la seva gamma amb el nombre de Folklore planetari.
- 1965-1997: Hommage à l'hexagone (Homenatge a l'hexàgon), Vega: la sèrie de l'Homenatge a l'hexàgon consisteix en transformacions infinites de bonys i relleu afegint-hi variacions de color, creant una il·lusió perpètua d'il·lusió òptica de moviment. El 1965 Vasarely va ser inclòs a l'exposició del Museu d'Art Modern de Nova York "The Responsive Eye" ("L'ull sensible"), creada sota la direcció de William C. Seitz. La seva sèrie Vega juga amb xarxes esfèriques inflades que creen la il·lusió òptica de volum. A l'octubre del 1967, el dissenyador Will Burtin va invitar Vasarely a fer una presentació a la conferència Burtin's Vision ’67, celebrada a la Universitat de Nova York.

Entre les obres més conegudes de Vasarely hi ha el seu gran objecte cinemàtic amb el retrat de Georges Pompidou que va ser instal·lat al Centre Georges Pompidou. (1976). Així mateix, és l'autor de la coberta polícroma del centre de congressos de Monaco (1979).

El logo de Renault dissenyat per Vasarely (1972-1992)

A la dècada dels 70 del segle XX l'obra de Vasarely es va fer molt popular gràcies a les nombroses edicions seriades de les seves composicions en litografies, cartells, etc. El 1972 va ser l'autor d'una nova versió del logo de la marca automobilística Renault, que es va utilitzar i mantenir vigent durant vint anys. A la mateixa dècada dels setanta, va provar el disseny industrial amb 500 peces exclusives de vaixella Suomi feta per Timo Sarpaneva, que Vasarely va decorar per a la casa alemanya de porcellana Rosenthal, del fabricant Studio Linie. El 1982, 154 serigrafies creades especialment van ser portades a l'espai per l'astronauta Jean-Loup Chrétien, a bord de la nau espacial francosoviètica Salyut 7, i més tard venudes en benefici de la UNESCO.

## Cas judicial
En el moment de la seva mort, una part essencial de la seva obra es trobava al centre d'un greu conflicte jurídic i financer. La Fundació va decidir declarar-se en fallida el 31 de març de 1997 a causa d'un ajust fiscal de 18 milions de francs. Els fills de Vasarely han estat en conflicte amb els gestors de la Fundació des de la mort de la seva mare, Claire Spinner (1908–1990). Les disputes entre la família Vasarely i els seus gestors van portar a l'acusació per acompliment de confiança, a finals de 1994, de Charles Debbasch, antic president de la Fundació i degà de la Facultat de Dret d'Aix.
Després de diversos girs, el cas torna al davant de l'escenari el 2023 amb l'interrogatori de l'advocat de la família.

## Valoració de l'artista
El seu treball IBADAN-POS (1957), mesurant 190,5 cm per 170,5 cm i format per patrons de línies negres sobre fons blanc, es va vendre per 226.000 euros a Colònia el juny de 2007.

## Obres notòries
- Logotip de Renault
- Homenatge a Georges Pompidou conservat al Museu Nacional d'Art Modern.
- Façana i logotip de RTL (1972)
- Murals a la sala de recepció de l'estació de Montparnasse (1971)
- Piscina Hexa Grace (el cel, el mar, la terra) - Auditori Rainier III de Mònaco (1979)
- Nombroses portades de discos de música contemporània (Xenakis, Stockhausen) per a Deutsche Grammaphon.
- Cobertes de la col·lecció Tel Gallimard de llibres de Heidegger, Michel Foucault i Claude Lévi-Strauss
- Menjador del Deutsche Bundesbank a Frankfurt.
- La porta de l'artista es troba a l'entrada de la residència Val du Roi, a Bèlgica.
- Hex 5. Data. 1988. Tècnica i suport. Serigrafia sobre tela (tècnica d'impressió de patrons que permet reproduir l'obra en nombroses còpies)

## Llegat
Una nova exposició de Vasarely es va muntar a París al Musée en Herbe el 2012.
La portada original del Regne Unit del segon àlbum de David Bowie David Bowie (1969) inclou el treball de Vasarely en segon pla.
El 2019, es va exhibir una exposició temporal de l'obra de Vasarely titulada Le Partage des Formes al Centre Georges Pompidou de París.

## Museus
El 5 de juny de 1970, Vasarely va obrir el seu primer museu amb unes 500, obres en un palau renaixentista a Gordes (tancat el 1996). Un segon gran projecte va ser Fundació Vasarely a Aix-en-Provence, un museu situat en una estructura especial, dissenyada expressament per Vasarely. Va ser inaugurada el 1976 pel president francès Georges Pompidou. Lamentablement, el museu d'Aix va entrar en decadència a causa de diversos litigis i algunes de les peces exposades es van fer malbé a causa d'una fuita d'aigua del sostre, però es troba en curs de restauració. El Museu Vasarely, situat a Pécs, el seu lloc de naixement a Hongria, es va establir amb una important donació d'obres de Vasarely. El 1987, es va establir el segon museu hongarès de Vasarely al Palau Zichy, a Budapest, amb més de 400 obres.
El 2012 es va muntar una nova exposició de Vasarely a París, al Museu en Herbe.
- 1970-1996: Museu Vasarely al Palau de Gordes, Vaucluse, França (tancat).
- 1976: Fundació Vasarely, Aix-en-Provence, França.
- 1976: Museu Vasarely, Pécs, Hongria.
- 1987: Museu Vasarely, Palau Zichy, Budapest, Hongria.

## Premis
- 1964: Premi Guggenheim.
- 1970: Cavaller de l'Ordre de la Legió d'Honor.
- Premi de la Crítica d'Art, Brussel·les.
- Medalla d'Or a la Triennal de Milà.

## Galeria

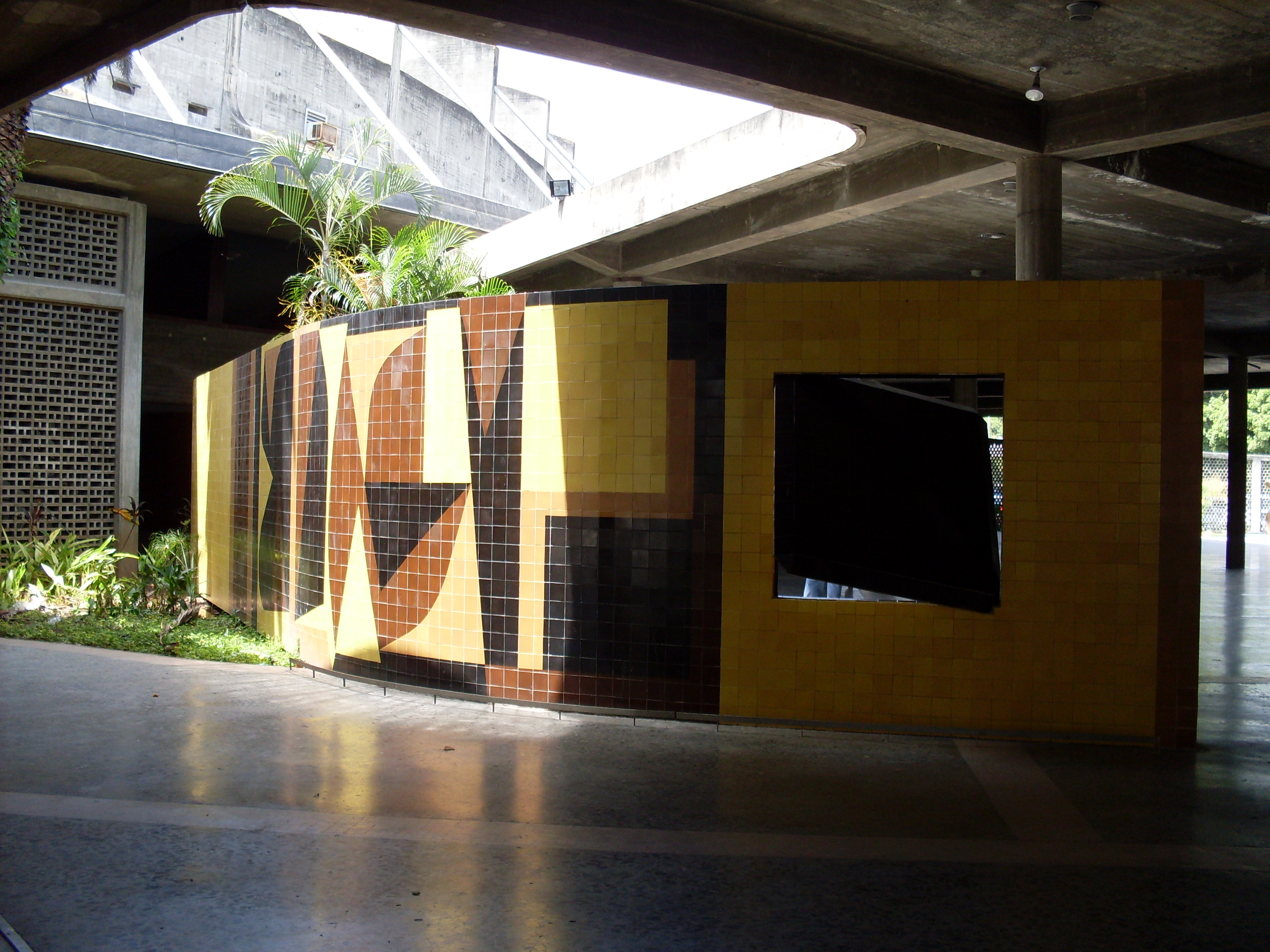
Bimural de Victor Vasarely. Títol: Homenatge a Malevitch. Any: 1954.
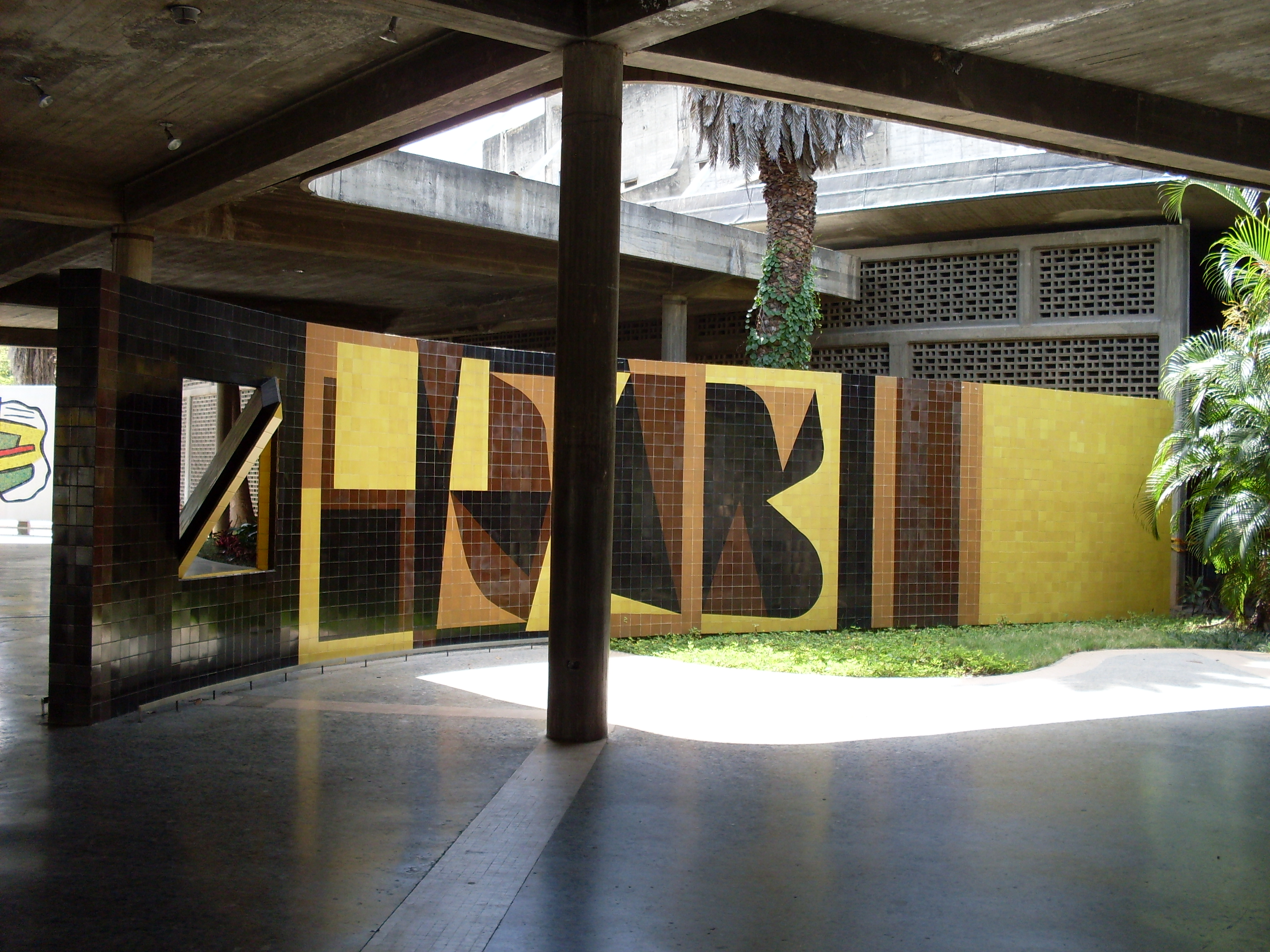
Bimural de Victor Vasarely. Títol: Homenatge a Malevitch. Any: 1954.
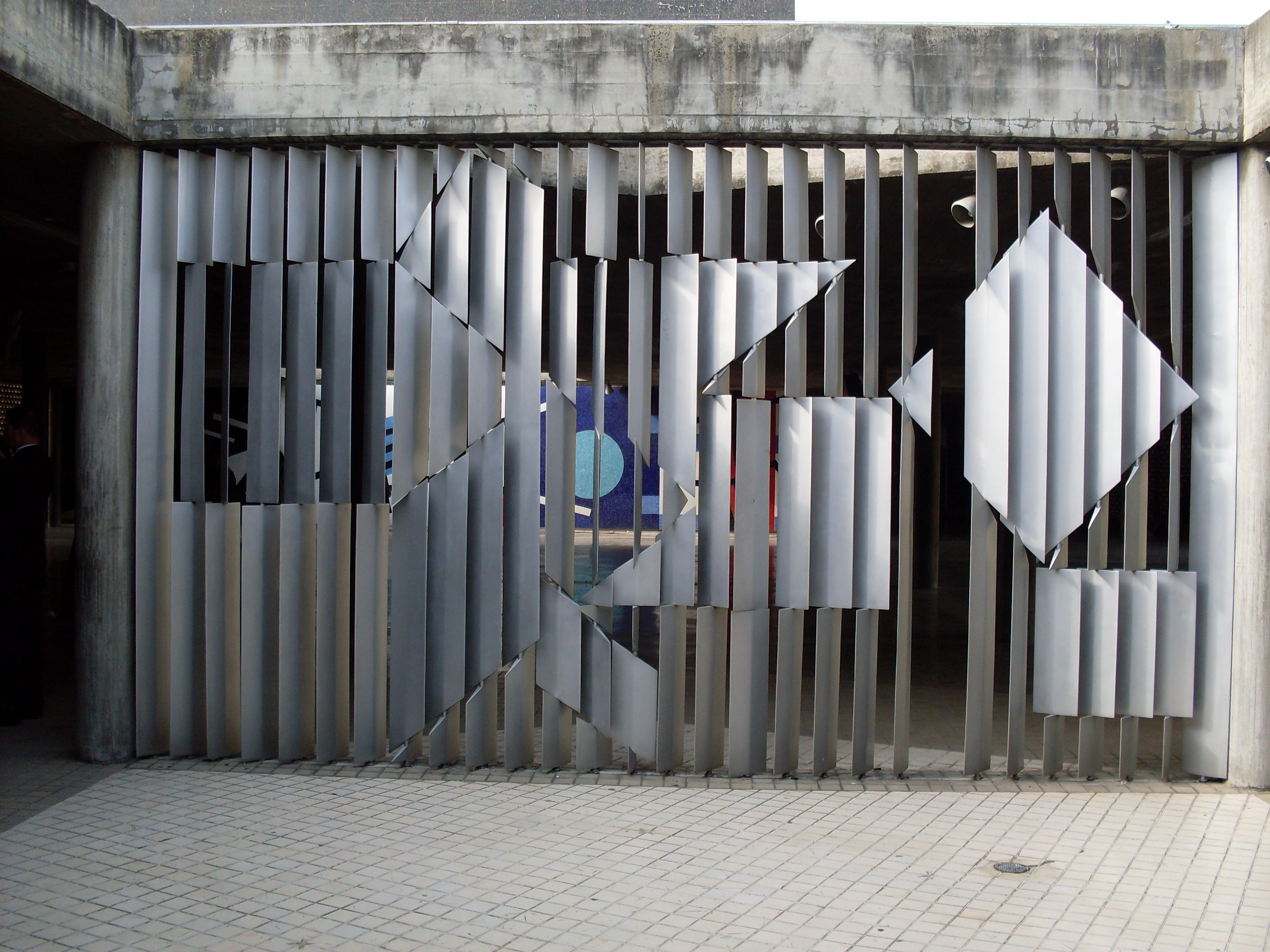
Escultura de Victor Vasarely. Títol: Positiu-Negatiu. Any: 1954. Ubicació: Hall extern de la Sala de Concerts, davant del mural de Pascual Navarro.
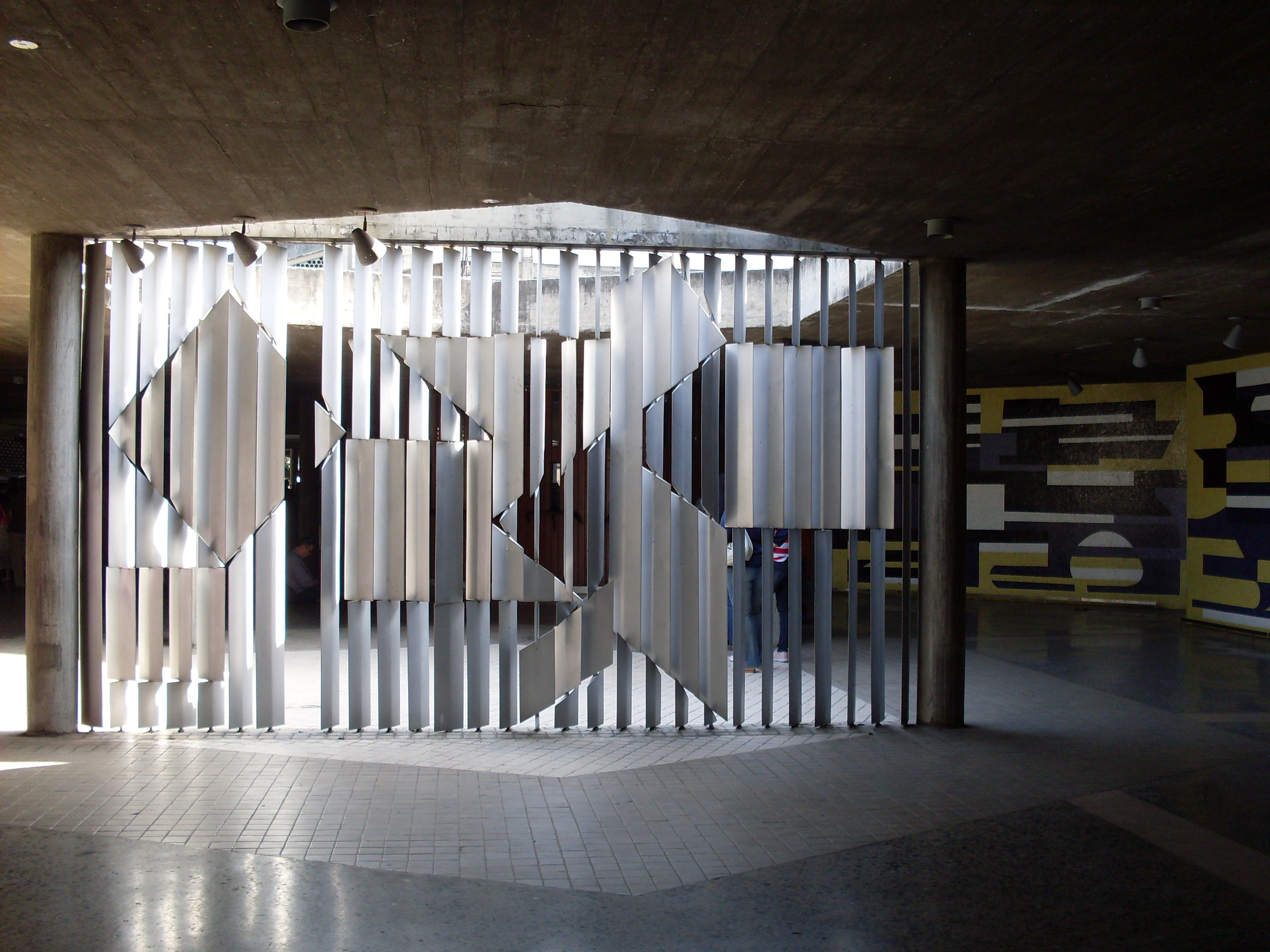
Escultura de Victor Vasarely. Títol: Positiu-Negatiu. Any: 1954. Ubicació: Hall extern de la Sala de Concerts, davant del mural de Pascual Navarro.
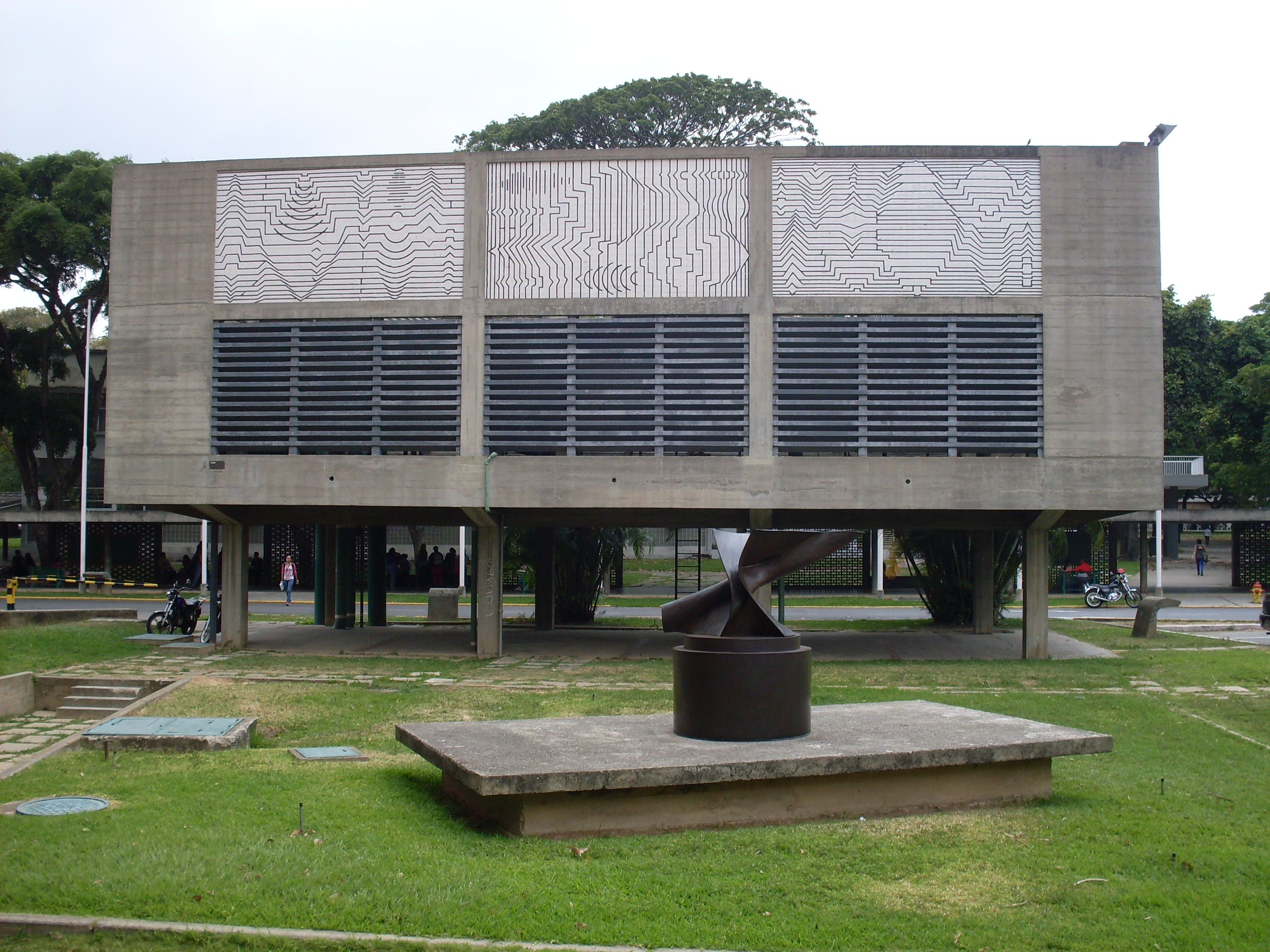
Mural de Víctor Vasarely. Títol: Sophia. Any: 1954. Ubicació: Torre de refredament de l'Aula Magna. Als jardins al sud-oest del Corredor Cobert, a prop de la Biblioteca Central.

## Per a més informació
- Busch, Julia M., A Decade of Sculpture: the New Media in the 1960s Arxivat 2007-09-29 a Wayback Machine. (The Art Alliance Press: Philadelphia; Associated University Presses Arxivat 2010-02-13 a Wayback Machine.: Londres, 1974) ISBN 0-87982-007-1
- Holzhey, Magdalena, Vasarely (Taschen: 2005) ISBN 3-8228-3908-6
- Robert C. Morgan, "Vasarely". New York: George Braziller, 2004
- Frank Popper, origins and Development of Kinetic Art, Studio Vista and New York Graphic Society, 1948